# جايسون مندونسا
جايسون مندونسا (بالإنجليزية: Jason Mendonça)‏ هو مغني بريطاني، ولد في 1971.

## وصلات خارجية
- جايسون مندونسا على موقع ميوزك برينز (الإنجليزية)
- جايسون مندونسا على موقع ديسكوغز (الإنجليزية)